# Elementary school
Elementary school är en skolform i USA på primärstadiet, ibland omnämnd som folkskola. En skolbyggnad med denna skolform har ofta även en förskola. Elementary school löper upp till årskurserna 5, 6 eller 8, och även den obligatoriska skolstartsåldern skiljer sig beroende på delstat.